# Mezoneuron ouenensis
Espèce
Synonymes
- Caesalpinia ouenensis Guillaumin, 1936[2]

Mezoneuron  ouenensis est une espèce de plantes à fleurs du genre Mezoneuron et de la famille des Fabaceae.
C'est une espèce endémique à la Nouvelle-Calédonie.